# حي ايتوان
حي ايتوان (الكورية: 이태원, 梨泰院, لفظ كوري: ‎[itʰɛwʌn]‏) هو حي من احياء سيول، كوريا الجنوبية.  يعتبر الحي منطقة شعبية من أكثر الأحياء شهرة في سيول، وتشتهر بالحياة الليلية ومطاعمها العصرية. يقيم بالحي حوالي 23,000 شخص 

## مناطق الجذب المحلية
تتميز المنطقة بالعديد من المطاعم التي تقدم الأطباق العالمية من الهند و باكستان، و تركيا وتايلاند، ألمانيا وإسبانيا، إيطاليا والعربيه وإنجلترا وفرنسا و المكسيك.

### مسجد سول المركزي
مسجد سول المركزي (بالكورية:서울 중앙 성원) بُني في عام 1976م في حي إيتايون في مدينة سول الكورية وتقام مُحاضرات باللغات العربية، الكورية والإنجليزية، ويأتي إلى صلاة يوم الجمعة ما يقارب 800 شخص غالبيتهم من العرب والأتراك والهنود ومن باكستان. مع أنه المسجد الوحيد في عاصمة كوريا الجنوبية سول إلا أنه أصبح محل جذب للكوريين وذلك للتعرف على الدين الإسلامي.

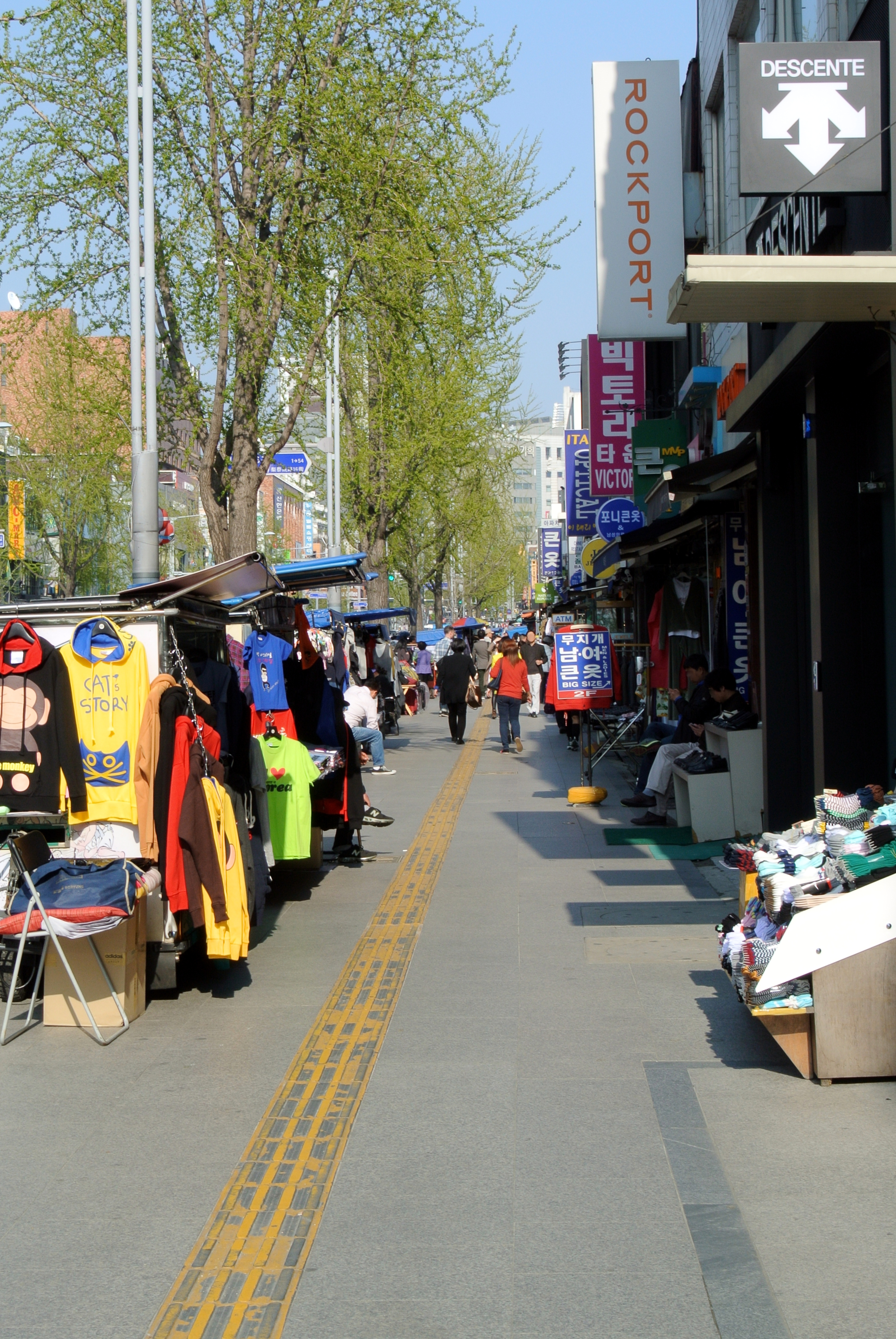
شارع في ايتوان
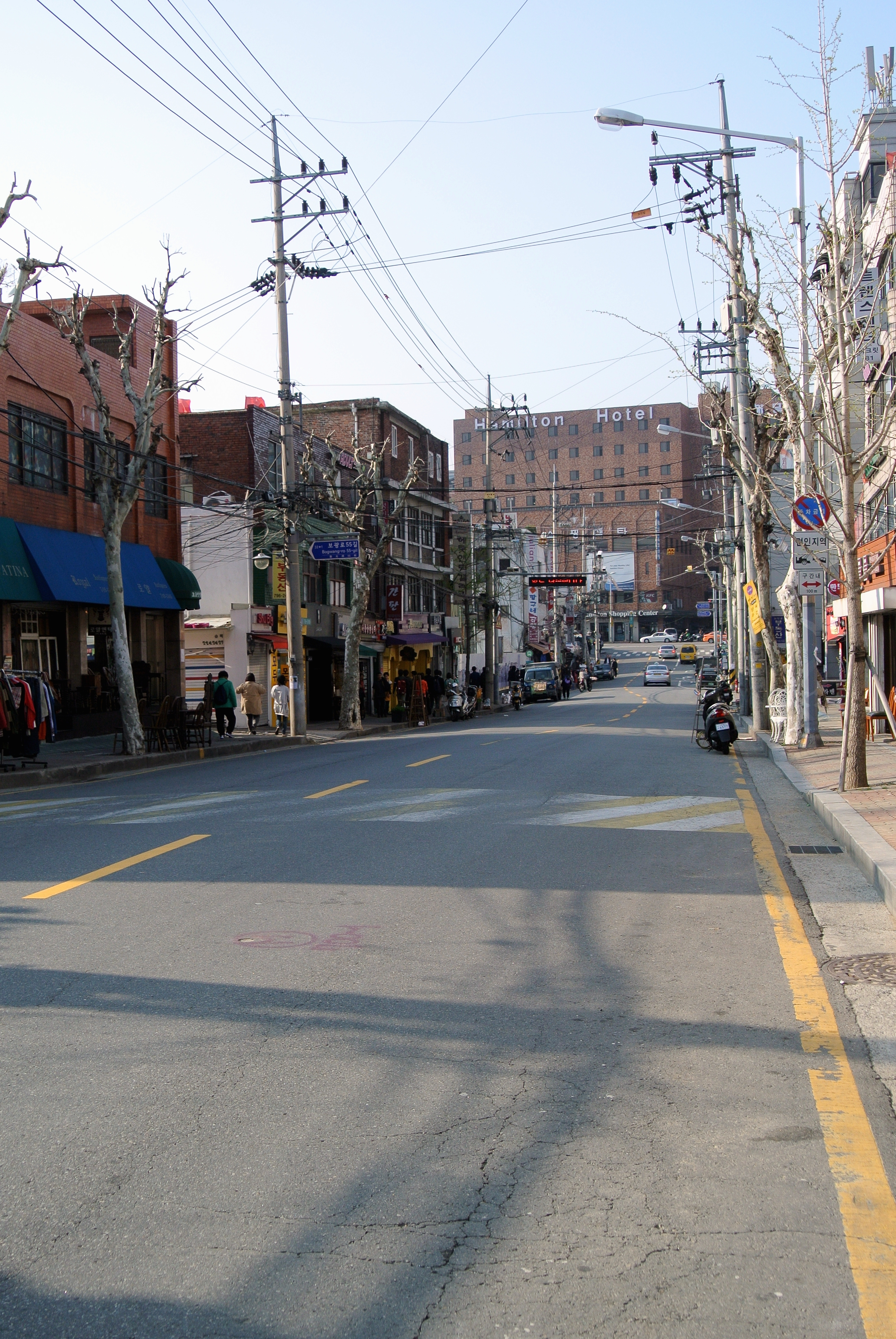
فندق هاملتون في ايتوان
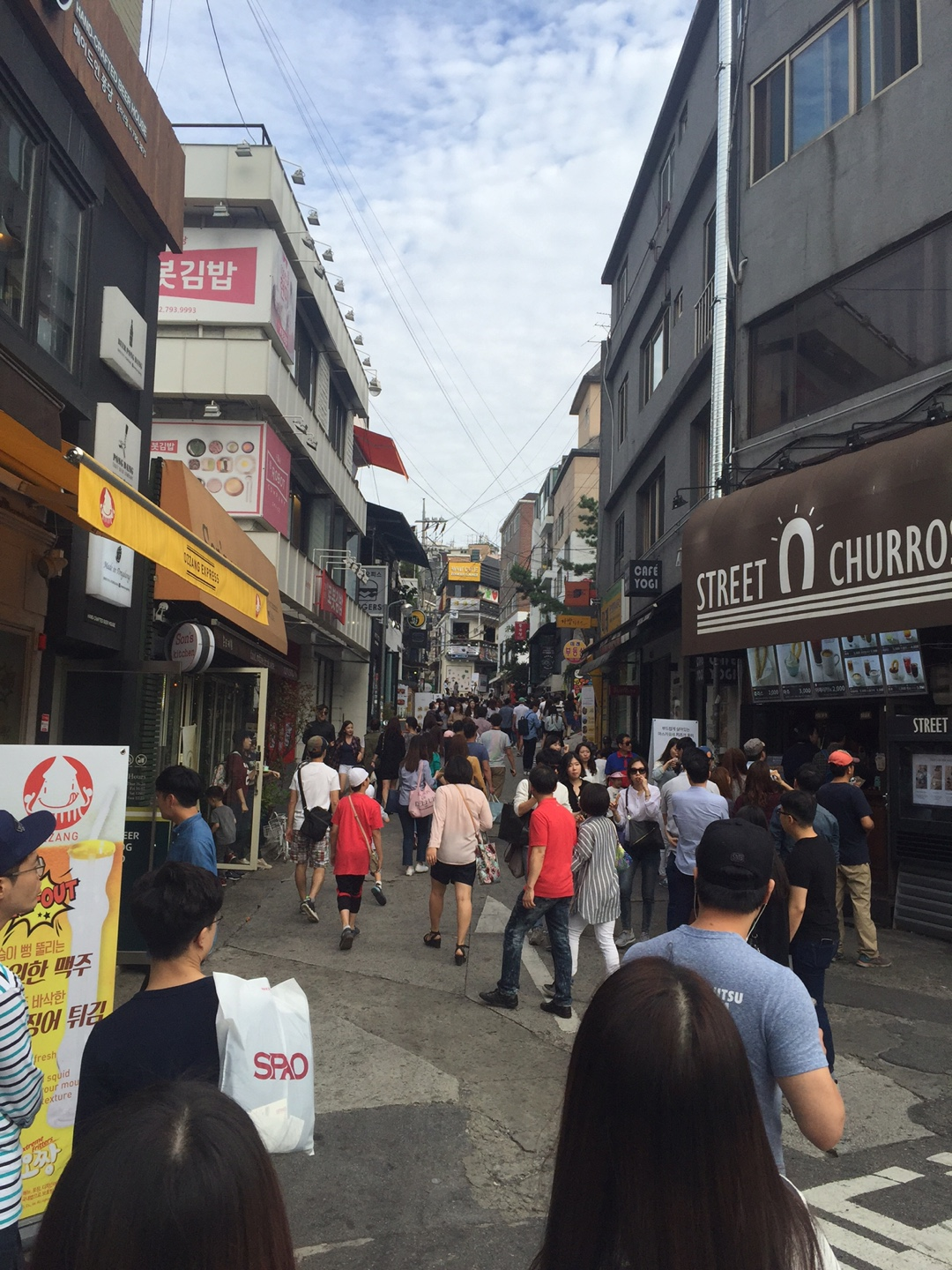